# 아메리칸 본 차이니즈 (드라마)
《아메리칸 본 차이니즈》(영어: American Born Chinese)는 2023년 5월 24일 디즈니+에서 공개한 미국의 판타지, 활극 코미디 텔레비전 드라마이다. 진 룬 양이 2006년에 출간한 동명 그래픽 노블이 원작이다. 제목은 미국 태생의 중국인을 의미한다.
시즌 1 방영 후 취소되었다.

## 개요
중국 출신 이민자 가정에서 태어난 진 왕은 소심한 미국 고등학생이다. 어느 날 중국 본토에서 교환 학생 웨이천이 오는데, 정체성 혼란으로 고민하는 진과 달리 웨이천은 스스로에 대한 회의감이나 불안에 시달리지 않는다.
사실 웨이천은 손오공의 아들이었다. 꿈에서 천상을 수호하려면 전설에 나오는 네 번째 경전이 필요하며, 평범한 십대가 그를 조력하리라는 계시를 받고, 경전을 찾기 위해 아버지 손오공의 마법 지팡이를 훔친 뒤 캘리포니아로 와서 고등학생으로 위장하고 있던 것. 그리고 웨이천은 진이 바로 자신을 도울 그 평범한 십대라고 믿는다.

## 출연진
- 여얀얀
- 친 한
- 키 후이 콴
- 대니얼 우
- 미셸 요
- 로니 쳉
- 리사 루
- 제임스 홍
- 지미 O. 양
- 스테퍼니 슈